# Philipp Braun (Theologe)
Philipp Braun (* 22. März 1654 in Hollstadt; † 1. Juni 1735 in Würzburg) war ein deutscher römisch-katholischer Geistlicher, Kirchenrechtler und Hochschullehrer.

## Leben
Nachdem Braun in seiner Heimat die erste Bildung erhalten hatte, trat er am 31. Oktober 1670 in das Priesterseminar Würzburg ein. Neben dem Studium der Theologie widmete er sich auch dem Studium der Rechtswissenschaft. Seine Priesterweihe erfolgte 1678 und bereits im darauffolgenden Jahr die Ernennung zum Subregens des Priesterseminars. Er wurde zur weiteren Ausbildung von Fürstbischof Peter Philipp von Dernbach nach Rom geschickt. Dort wurde er 1681 zugleich Lehrer der Theologie am Johanneskonvikt.
Braun wurde nach seiner Rückkehr nach Würzburg 1683 Regens des Priesterseminars und erhielt zugleich einen Lehrstuhl für Kanonisches Recht an der Universität Würzburg. Am 25. Juni 1685 wurde er dort zum Dr. iur. utr. promoviert, am 26. Juni 1691 zum Dr. theol. 1693 erfolgte seine Ernennung zum Kollegiat und Prediger am Stift Haug. 1700 legte er, mittlerweile zum Apostolischen Protonotar ernannt, seine Professur nieder.
Braun wurde 1705 unter dem Fürstbischof Johann Philipp von Greiffenclau zu Vollraths zum Generalvikar des Bistums Würzburg ernannt. Das Amt führte er bis zum Tod des Bischofs 1719 aus. Ab dem 21. Mai 1711 hatte er außerdem das Amt des Dechanten am Würzburger Kollegiatstift inne. Es folgten in dieser Zeit noch zwei Reisen nach Rom.

## Werke (Auswahl)
- Schluß-Predig, Richter, Würzburg 1691.
- Principia iuris canonici, Lochner, Nürnberg 1698.